# Новгородский район
Новгоро́дский райо́н — административно-территориальная единица (район) и муниципальное образование (муниципальный район) в составе Новгородской области Российской Федерации.
Административный центр находится в городе Великий Новгород, который не входит в его состав. Вторая по численности населения административно-территориальная единица в Новгородской области.

## География
Площадь 4 596,6 км² (сельскохозяйственные угодья — 1110 км², леса — 2642 км²). Самый крупный из областных районов.
На западе район граничит с Батецким и Шимским районами, на востоке — с Маловишерским и Крестецким районами, на севере Новгородский район граничит с Чудовским районом, на юге — со Старорусским и Парфинским районами, а на северо-западе с Ленинградской областью: к западу с Лужским и к северу c Тосненским районами.
Основные реки — Волхов, Вишера, Мста, Питьба, Кересть, Полисть, Веронда, Видогощь, Ниша, Веряжа, Прость.
На юге района расположено озеро Ильмень.

## История
Новгородский район был образован 1 августа 1927 года в составе Новгородского округа Ленинградской области. В состав района вошли следующие сельсоветы бывшего Новгородского уезда:
- из Апраксинской волости: Вдицкий
- из Подберезской волости: Большезамошский, Быстрицкий, Водсковский, Долговский, Дубровский, Змейский, Котовицкий, Лажитовский, Любецкий, Некоховский, Петровский, Слутский, Тютицкий, Ульяшевский
- из Селогорской волости: Заболотский, Заклинский, Селогорский, Селогузский, Финёвский, Чаунский
- из Троицкой волости: Берёзовский, Большедонецкий, Большеляпинский, Вашковский, Волотовский, Вяжищский, Горноморинский, Городищенский, Губаревский, Ермолинский, Колмовский, Любоежский, Люболядский, Моисеевский, Никольский, Новомельницкий, Новониколаевский, Ракомский, Самокражский, Троицкий, Трубичинский, Хутынский
- из Трясовской волости: Богдановский, Борковский, Видогощский, Вознесенский, Кшентицкий, Серговский, Толстиковский.

Заболотский с/с сразу же фактически оказался в составе Черновского района.
В ноябре 1928 года Любоежский с/с был переименован в Заболотский. Были образованы Пахотногорский, Подберезский, Пятилипский, Сутокский, Сырковский и Шолоховский с/с. Упразднены Берёзовский, Богдановский, Большедонецкий, Большеляпинский, Быстрицкий, Вашковский, Вдицкий, Вознесенский, Волотовский, Вяжищский, Горноморинский, Городищенский, Губаревский, Долговский, Заклинский, Змейский, Колмовский, Кшентицкий, Лажитовский, Некоховский, Новомельницкий, Петровский, Селогузский, Слутский, Толстиковский, Тютицкий, Ульяшевский и Чаунский с/с.
В 1930 году деление на округа было упразднено и район перешёл в прямое подчинение Ленинградской области.
4 января 1931 года Ермолинский с/с получил статус латышского национального, а Новониколаевский — немецкого национального. 7 июля был упразднён Водсковский с/с. 20 сентября из упразднённого Медведского района в Новгородский были переданы Большетеребецкий, Большеугородский, Велебицкий, Высоковский, Голинский, Горно-Веретьевский, Медведский, Менюшский, Мшагский, Нижнеприхонский, Теребутицкий и Шимский с/с.
1 января 1932 года из упразднённого Мстинского района в Новгородский были переданы рабочий посёлок Пролетарий и сельсоветы Баранихский, Большедорский, Веркасский, Гостецкий, Замленский, Красностанский, Мстинский, Мытненский, Наволокский, Новоселицкий, Подборовский, Прилукский, Славытинский и Холынский. Одновременно из Новгородского района Большеугородский, Велебицкий, Высоковский, Мшагский и Нижнеприхонский с/с были переданы в Солецкий район, Большетеребецкий с/с — в Батецкий район.
Постановлением Президиума ВЦИК от 15 февраля 1935 года Голинский, Горно-Веретьевский, Медведский, Менюшский, Теребутицкий и Шимский с/с отошли к вновь образованному Шимскому району. 20 августа 1935 года посёлок Кречевицы Новгородского района преобразован в рабочий посёлок.
14 апреля 1939 года Ермолинский латышский национальный с/с был лишён статуса национального, а Новониколаевский немецкий национальный с/с был упразднён. Указом Президиума Верховного Совета РСФСР от 19 сентября 1939 года был образован рабочий посёлок Тёсово-Нетыльский.
Указом от 11 марта 1941 года был восстановлен Мстинский район, куда из Новгородского района были переданы р.п. Пролетарий и сельсоветы Бараниховский, Большедорский, Веркасский, Гостецкий, Замленский, Красностанский, Мстинский, Мытненский, Наволокский, Новоселицкий, Подборовский, Прилукский, Славытский и Холынский.
Во время Великой Отечественной войны Новгородский и частично Мстинский районы были оккупированы. В 1944 году эта территория была освобождена.
5 июля 1944 года Новгородский район вошёл в состав вновь образованной Новгородской области.
8 июня 1954 года были образованы Волотовский, Ильменский, Новомельницкий и Русский с/с. Упразднены Дубровский, Ермолинский, Заболотский, Котовицкий, Любецкий, Моисеевский, Никольский, Самокражский, Сутокский, Сырковский, Троицкий, Финёвский и Хутынский с/с.
10 июля 1957 года Люболядский с/с был переименован в Ермолинский.
26 октября 1959 года образован р.п. Тёсовский.
24 марта 1960 года были упразднены Подберезский и Шолоховский с/с.
В 1962—1965 годах во время всесоюзной реформы по разделению на сельские и промышленные районы был образован Новгородский сельский район включавший территорию сельсоветов упразднённых Батецкого, Мстинского, Новгородского, Чудовского районов и территорию Александровского сельсовета упразднённого Маловишерского района. Городу областного значения — Новгороду были подчинены в административном отношении рабочие посёлки Тёсово-Нетыльский и Тёсовский. Рабочий посёлок Кречевицы включили в состав Новгородского сельского района.
Указом Президиума ВС РСФСР от 12 января 1965 года Новгородский сельский район преобразован в административно-территориальный район. В его состав вошли р.п. Пролетарий, Тёсовский, Тёсово-Нетыльский и сельсоветы Александровский, Батецкий, Большедорский, Большезамошский, Борковский, Веркасский, Видогощский, Волотовский, Вольногорский, Воронинский, Городенский, Гостецкий, Ермолинский, Заупорский, Ильменский, Красностанский, Мойкинский, Мстинский, Некрасовский, Новомельницкий, Новоселицкий, Новосельский, Ожогинский, Пахотногорский, Покровский, Пятилипский, Раглицкий, Ракомский, Русский, Селогорский, Серговский, Трубичинский и Холынский. 27 августа Веркасский с/с был передан в Крестецкий район. 17 декабря упразднены Заупорский и Новомельницкий с/с. Ожогинский с/с был переименован в Передольский. Образован Подберезский с/с.
30 декабря 1966 года Батецкий, Вольногорский, Воронинский, Городенский, Мойкинский, Некрасовский, Новосельский, Передольский, Покровский и Раглицкий были переданы во вновь образованный Батецкий район.
22 декабря 1967 года был упразднён Александровский с/с и образован Мытненский с/с.
2 декабря 1968 года были образованы Панковский и Наволокский с/с. 23 декабря упразднён Пятилипский с/с.
27 сентября 1971 года был упразднён Наволокский с/с. 25 ноября 1974 года упразднены Большезамошский и Мытненский с/с.
1 ноября 1976 года был образован Григоровский с/с.
28 марта 1977 года был образован рабочий посёлок Панковка.
5 мая 1978 года образован Лесновский с/с. Большедорский с/с был переименован в Частовский, Мстинский — в Бронницкий, Пахотногорский — в Савинский, Русский — в Дубровский.
7 сентября 1979 года был образован Захарьинский с/с. 11 февраля 1982 года образован Сырковский с/с.
12 сентября 1984 года упразднён Видогощский с/с и образован Чечулинский с/с.
Постановлениями Новгородской областной Думы от 26 марта 2003 года Бараниха и Лахново на территории Ракомского и Новоселицкого сельсоветов получили статус населённого пункта — деревни.

## Население
| 1939    | 1959    | 1970    | 1979    | 1989    | 2002    | 2009    | 2010    | 2012    |
| ------- | ------- | ------- | ------- | ------- | ------- | ------- | ------- | ------- |
| 89 597  | ↘38 152 | ↗49 227 | ↘47 677 | ↗55 491 | ↗58 622 | ↘56 636 | ↗57 673 | ↗59 947 |
| 2013    | 2014    | 2015    | 2016    | 2017    | 2018    | 2019    | 2020    | 2021    |
| ↗60 825 | ↗61 293 | ↘60 491 | ↗61 980 | ↗63 413 | ↗63 550 | ↘63 039 | ↗63 225 | ↗64 037 |

### Урбанизация
В городских условиях (рабочие посёлки Панковка и Пролетарий) проживают 23,02 % населения района.

### Национальный состав
По итогам переписи населения 2020 года проживали следующие национальности (национальности менее 0,1 % и другое, см. в сноске к строке «Другие»):
| Национальность | Численность, чел. | Доля     |
| -------------- | ----------------- | -------- |
| Русские        | 57 900            | 90,42 %  |
| Таджики        | 809               | 1,26 %   |
| Украинцы       | 358               | 0,56 %   |
| Цыгане         | 294               | 0,46 %   |
| Армяне         | 238               | 0,37 %   |
| Узбеки         | 229               | 0,36 %   |
| Белорусы       | 228               | 0,36 %   |
| Азербайджанцы  | 169               | 0,26 %   |
| Татары         | 91                | 0,14 %   |
| Другие         | 3721              | 5,81 %   |
| Итого          | 64 037            | 100,00 % |

## Административно-муниципальное устройство
В Новгородский район в рамках административно-территориального устройства входит 1 посёлок городского типа (рабочий посёлок Панковка) и 9 поселений как административно-территориальные единицы области, в том числе Пролетарское с центром в пгт (рабочем посёлке) Пролетарий.
В рамках муниципального устройства, одноимённый Новгородский муниципальный район включает 10 муниципальных образований, в том числе 2 городских поселения и 8 сельских поселений:
| №        | Муниципальное образование | Административный центр     | Количество населённых пунктов | Население (чел.) | Площадь (км²) |
| -------- | ------------------------- | -------------------------- | ----------------------------- | ---------------- | ------------- |
| 1e-06    | Городское поселение       |                            |                               |                  |               |
| 1        | Панковское                | рабочий посёлок Панковка   | 1                             | ↗10 109          | 21,83         |
| 2        | Пролетарское              | рабочий посёлок Пролетарий | 16                            | ↗5555            | 319,46        |
| 2.000002 | Сельское поселение        |                            |                               |                  |               |
| 3        | Борковское                | деревня Борки              | 34                            | ↘2814            | 426,90        |
| 4        | Бронницкое                | село Бронница              | 19                            | ↘4207            | 709,10        |
| 5        | Ермолинское               | деревня Ермолино           | 19                            | ↗14 043          | 460,00        |
| 6        | Лесновское                | деревня Лесная             | 1                             | ↘1837            | 89,50         |
| 7        | Ракомское                 | деревня Старое Ракомо      | 25                            | ↗2445            | 249,50        |
| 8        | Савинское                 | деревня Савино             | 50                            | ↘8728            | 1000,09       |
| 9        | Тёсово-Нетыльское         | посёлок Тёсово-Нетыльский  | 21                            | ↘3801            | 984,72        |
| 10       | Трубичинское              | деревня Трубичино          | 15                            | ↗10 498          | 375,46        |

Областным законом от 11 ноября 2005 года № 559-ОЗ на территории района были образованы 22 поселения как административно-территориальные единицы области. 1 января 2006 года в рамках муниципального устройства Областным законом от 17 января 2005 года № 400-ОЗ на территории муниципального района было образовано 22 муниципальных образования, в том числе 4 городских и 18 сельских поселений.
12 апреля 2010 года вступил в силу областной закон № 721-ОЗ, сокративший число сельских поселений (поселений) до 15: были упразднены Божонское, Гостецкое, Новомельницкое, Селогорское, Серговское сельские поселения (поселения), а рабочий посёлок (пгт) Тёсово-Нетыльский преобразован в посёлок.
31 декабря 2010 года вступил в силу областной закон N 896-ОЗ, по которому рабочий посёлок (пгт) Тёсовский преобразован в посёлок.
31 марта 2011 вступил в силу областной закон N 944-ОЗ, упразднивший Панковское поселение (при этом посёлок городского типа (рабочий посёлок) Панковка в соответствующем перечне пгт области остался).
1 апреля 2014 года вступил в силу областной закон № 533-ОЗ, сокративший число городских поселений до 2, сельских поселений до 8: были упразднены Тёсово-Нетыльское и Тёсовское городские поселения (объединены в Тёсово-Нетыльское сельское поселение) и были упразднены Волотовское, Григоровское, Новоселицкое, Подберезское, Сырковское и Чечулинское сельские поселения. Также были упразднены одноимённые Волотовское, Григоровское, Новоселицкое, Подберезское, Сырковское, Тёсовское и Чечулинское поселения как административно-территориальные единицы области.

### Населённые пункты
В Новгородском районе 201 населённый пункт:
| №   | Населённый пункт    | Тип                     | Население | Муниципальное образование            |
| --- | ------------------- | ----------------------- | --------- | ------------------------------------ |
| 1   | Александровское     | деревня                 | 78        | Савинское сельское поселение         |
| 2   | Бараниха            | деревня                 | 15        | Савинское сельское поселение         |
| 3   | Белая Гора          | деревня                 | 343       | Бронницкое сельское поселение        |
| 4   | Береговые Морины    | деревня                 | 16        | Ракомское сельское поселение         |
| 5   | Березовка           | деревня                 | 39        | Ермолинское сельское поселение       |
| 6   | Богданово           | деревня                 | 20        | Борковское сельское поселение        |
| 7   | Божонка             | деревня                 | 1415      | Савинское сельское поселение         |
| 8   | Болотная            | деревня                 | 404       | Ермолинское сельское поселение       |
| 9   | Большие Дорки       | деревня                 | 23        | Бронницкое сельское поселение        |
| 10  | Большое Замошье     | деревня                 | 11        | Тёсово-Нетыльское сельское поселение |
| 11  | Большое Лучно       | деревня                 | 48        | Бронницкое сельское поселение        |
| 12  | Большое Подсонье    | деревня                 | 18        | Борковское сельское поселение        |
| 13  | Бор                 | деревня                 | 29        | Пролетарское городское поселение     |
| 14  | Борки               | деревня                 | 1321      | Борковское сельское поселение        |
| 15  | Борок               | деревня                 | 45        | Борковское сельское поселение        |
| 16  | Бронница            | село                    | 2627      | Бронницкое сельское поселение        |
| 17  | Васильевское        | деревня                 | 0         | Ракомское сельское поселение         |
| 18  | Вашково             | деревня                 | 71        | Ермолинское сельское поселение       |
| 19  | Вдицко              | деревня                 | 0         | Тёсово-Нетыльское сельское поселение |
| 20  | Вейско              | деревня                 | 8         | Пролетарское городское поселение     |
| 21  | Веретье             | деревня                 | 58        | Пролетарское городское поселение     |
| 22  | Верховье            | деревня                 | →7        | Борковское сельское поселение        |
| 23  | Вешки               | деревня                 | 7         | Трубичинское сельское поселение      |
| 24  | Видогощь            | деревня                 | 88        | Ермолинское сельское поселение       |
| 25  | Витка               | деревня                 | 159       | Трубичинское сельское поселение      |
| 26  | Войцы               | деревня                 | 16        | Бронницкое сельское поселение        |
| 27  | Волотово            | деревня                 | 218       | Савинское сельское поселение         |
| 28  | Волховец            | посёлок                 | 923       | Савинское сельское поселение         |
| 29  | Волынь              | деревня                 | 52        | Савинское сельское поселение         |
| 30  | Воробейка           | деревня                 | 80        | Борковское сельское поселение        |
| 31  | Вылеги              | деревня                 | 13        | Савинское сельское поселение         |
| 32  | Вяжищи              | деревня                 | 110       | Ермолинское сельское поселение       |
| 33  | Георгий             | деревня                 | 13        | Ракомское сельское поселение         |
| 34  | Глебово             | деревня                 | 32        | Бронницкое сельское поселение        |
| 35  | Глухая Кересть      | деревня                 | 0         | Тёсово-Нетыльское сельское поселение |
| 36  | Горенка             | деревня                 | 9         | Тёсово-Нетыльское сельское поселение |
| 37  | Горные Морины       | деревня                 | 17        | Ракомское сельское поселение         |
| 38  | Городок             | деревня                 | 16        | Савинское сельское поселение         |
| 39  | Горошково           | деревня                 | ↘5        | Борковское сельское поселение        |
| 40  | Горынево            | деревня                 | 64        | Ермолинское сельское поселение       |
| 41  | Гостцы              | деревня                 | 295       | Пролетарское городское поселение     |
| 42  | Григорово           | деревня                 | ↗4881     | Ермолинское сельское поселение       |
| 43  | Губарёво            | деревня                 | 55        | Савинское сельское поселение         |
| 44  | Гузи                | деревня                 | 37        | Тёсово-Нетыльское сельское поселение |
| 45  | Десятины            | деревня                 | →4        | Борковское сельское поселение        |
| 46  | Долгово             | деревня                 | 40        | Тёсово-Нетыльское сельское поселение |
| 47  | Дорожно             | деревня                 | 168       | Пролетарское городское поселение     |
| 48  | Дубровка            | деревня                 | 0         | Борковское сельское поселение        |
| 49  | Дубровка            | деревня                 | 34        | Бронницкое сельское поселение        |
| 50  | Дубровка            | деревня                 | 273       | Савинское сельское поселение         |
| 51  | Ермолино            | деревня                 | 1327      | Ермолинское сельское поселение       |
| 52  | Еруново             | деревня                 | ↘13       | Борковское сельское поселение        |
| 53  | Жабицы              | деревня                 | 12        | Савинское сельское поселение         |
| 54  | Желкун              | деревня                 | 15        | Ракомское сельское поселение         |
| 55  | Заболотье           | деревня                 | ↗47       | Борковское сельское поселение        |
| 56  | Завал               | деревня                 | ↘84       | Борковское сельское поселение        |
| 57  | Замленье            | деревня                 | 53        | Пролетарское городское поселение     |
| 58  | Зарелье             | деревня                 | 23        | Савинское сельское поселение         |
| 59  | Заречье             | деревня                 | 4         | Пролетарское городское поселение     |
| 60  | Захарьино           | деревня                 | 558       | Трубичинское сельское поселение      |
| 61  | Здринога            | деревня                 | 2         | Ракомское сельское поселение         |
| 62  | Змейско             | деревня                 | 37        | Савинское сельское поселение         |
| 63  | Ильмень             | деревня                 | 473       | Ракомское сельское поселение         |
| 64  | Кересть             | посёлок                 | 158       | Тёсово-Нетыльское сельское поселение |
| 65  | Кирилловка          | деревня                 | 9         | Савинское сельское поселение         |
| 66  | Кирилловское Сельцо | деревня                 | 11        | Савинское сельское поселение         |
| 67  | Клепцы              | деревня                 | 8         | Тёсово-Нетыльское сельское поселение |
| 68  | Кожевница           | хутор                   | 0         | Ермолинское сельское поселение       |
| 69  | Козынево            | деревня                 | 28        | Ракомское сельское поселение         |
| 70  | Котовицы            | деревня                 | 57        | Трубичинское сельское поселение      |
| 71  | Красные Станки      | деревня                 | 217       | Пролетарское городское поселение     |
| 72  | Куканово            | деревня                 | 12        | Борковское сельское поселение        |
| 73  | Кунино              | деревня                 | 35        | Савинское сельское поселение         |
| 74  | Курицко             | деревня                 | ↗29       | Борковское сельское поселение        |
| 75  | Кшентицы            | деревня                 | 69        | Ермолинское сельское поселение       |
| 76  | Ларешниково         | деревня                 | 7         | Борковское сельское поселение        |
| 77  | Лахново             | деревня                 | 8         | Савинское сельское поселение         |
| 78  | Лентьево            | деревня                 | 3         | Борковское сельское поселение        |
| 79  | Лесная              | деревня                 | ↗1911     | Лесновское сельское поселение        |
| 80  | Лешино              | деревня                 | 182       | Ермолинское сельское поселение       |
| 81  | Липицы              | деревня                 | ↗156      | Борковское сельское поселение        |
| 82  | Локоток             | деревня                 | 1         | Бронницкое сельское поселение        |
| 83  | Лукинщина           | деревня                 | 30        | Ракомское сельское поселение         |
| 84  | Льзень              | деревня                 | 12        | Пролетарское городское поселение     |
| 85  | Любитово            | деревня                 | 9         | Савинское сельское поселение         |
| 86  | Любоежа             | деревня                 | ↗11       | Борковское сельское поселение        |
| 87  | Люболяды            | деревня                 | 39        | Ермолинское сельское поселение       |
| 88  | Ляпино              | деревня                 | 18        | Ермолинское сельское поселение       |
| 89  | Малая Горка         | деревня                 | 7         | Савинское сельское поселение         |
| 90  | Малое Замошье       | деревня                 | 1         | Тёсово-Нетыльское сельское поселение |
| 91  | Малое Лучно         | деревня                 | 20        | Бронницкое сельское поселение        |
| 92  | Манкошево           | деревня                 | 2         | Бронницкое сельское поселение        |
| 93  | Марково             | деревня                 | 36        | Савинское сельское поселение         |
| 94  | Медвежья Голова     | деревня                 | 17        | Ракомское сельское поселение         |
| 95  | Милославское        | деревня                 | 9         | Ракомское сельское поселение         |
| 96  | Моисеевичи          | деревня                 | 42        | Ракомское сельское поселение         |
| 97  | Мшага               | деревня                 | 82        | Савинское сельское поселение         |
| 98  | Мытно               | деревня                 | 69        | Савинское сельское поселение         |
| 99  | Мясной Бор          | деревня                 | 155       | Трубичинское сельское поселение      |
| 100 | Наволок             | деревня                 | 25        | Бронницкое сельское поселение        |
| 101 | Нащи                | деревня                 | 49        | Ермолинское сельское поселение       |
| 102 | Некохово            | деревня                 | 56        | Трубичинское сельское поселение      |
| 103 | Неронов Бор         | деревня                 | 70        | Ракомское сельское поселение         |
| 104 | Нехотилово          | деревня                 | 15        | Ракомское сельское поселение         |
| 105 | Нильско             | деревня                 | 45        | Пролетарское городское поселение     |
| 106 | Новая Деревня       | деревня                 | 143       | Савинское сельское поселение         |
| 107 | Новая Мельница      | деревня                 | 2016      | Ермолинское сельское поселение       |
| 108 | Новое Кунино        | деревня                 | 65        | Савинское сельское поселение         |
| 109 | Новое Куравичино    | деревня                 | 8         | Борковское сельское поселение        |
| 110 | Новое Ракомо        | деревня                 | 101       | Ракомское сельское поселение         |
| 111 | Новое Село          | деревня                 | 25        | Бронницкое сельское поселение        |
| 112 | Новое Сергово       | деревня                 | 4         | Борковское сельское поселение        |
| 113 | Новое Храмзино      | деревня                 | 11        | Борковское сельское поселение        |
| 114 | Новониколаевское    | деревня                 | 77        | Савинское сельское поселение         |
| 115 | Новоселицы          | деревня                 | 1623      | Савинское сельское поселение         |
| 116 | Огорелье            | деревня                 | 23        | Тёсово-Нетыльское сельское поселение |
| 117 | Окатово             | деревня                 | 13        | Борковское сельское поселение        |
| 118 | Ондвор              | деревня                 | 28        | Ракомское сельское поселение         |
| 119 | Орлово              | деревня                 | 11        | Борковское сельское поселение        |
| 120 | Осия                | деревня                 | 63        | Тёсово-Нетыльское сельское поселение |
| 121 | Осмоево             | деревня                 | 19        | Пролетарское городское поселение     |
| 122 | Островок            | деревня                 | →0        | Борковское сельское поселение        |
| 123 | Панковка            | рабочий посёлок         | ↗10 109   | Панковское городское поселение       |
| 124 | Пахотная Горка      | деревня                 | 24        | Савинское сельское поселение         |
| 125 | Песчаное            | деревня                 | 44        | Ракомское сельское поселение         |
| 126 | Плашкино            | деревня                 | 219       | Савинское сельское поселение         |
| 127 | Плетниха            | деревня                 | 132       | Ермолинское сельское поселение       |
| 128 | Плотишно            | деревня                 | 4         | Трубичинское сельское поселение      |
| 129 | Поводье             | деревня                 | 9         | Пролетарское городское поселение     |
| 130 | Подберезье          | деревня                 | 3012      | Трубичинское сельское поселение      |
| 131 | Подберезье          | железнодорожная станция | 20        | Трубичинское сельское поселение      |
| 132 | Поддубье            | деревня                 | 9         | Тёсово-Нетыльское сельское поселение |
| 133 | Полосы              | деревня                 | 7         | Бронницкое сельское поселение        |
| 134 | Поляны              | деревня                 | 38        | Пролетарское городское поселение     |
| 135 | Посад               | деревня                 | 48        | Савинское сельское поселение         |
| 136 | Прилуки             | деревня                 | 77        | Бронницкое сельское поселение        |
| 137 | Пролетарий          | рабочий посёлок         | ↗4630     | Пролетарское городское поселение     |
| 138 | Пролетарка          | деревня                 | 0         | Борковское сельское поселение        |
| 139 | Пятилипы            | деревня                 | 65        | Тёсово-Нетыльское сельское поселение |
| 140 | Пятница             | деревня                 | 114       | Савинское сельское поселение         |
| 141 | Радбелик            | деревня                 | 18        | Ракомское сельское поселение         |
| 142 | Радионово           | деревня                 | 42        | Савинское сельское поселение         |
| 143 | Радони              | деревня                 | 6         | Тёсово-Нетыльское сельское поселение |
| 144 | Радоча              | деревня                 | 18        | Савинское сельское поселение         |
| 145 | Раптица             | деревня                 | 5         | Тёсово-Нетыльское сельское поселение |
| 146 | Ращеп               | деревня                 | 54        | Ракомское сельское поселение         |
| 147 | Робейка             | деревня                 | 32        | Савинское сельское поселение         |
| 148 | Русса               | деревня                 | 28        | Савинское сельское поселение         |
| 149 | Русско              | деревня                 | 124       | Бронницкое сельское поселение        |
| 150 | Рушиново            | деревня                 | 32        | Савинское сельское поселение         |
| 151 | Рышево              | деревня                 | 48        | Савинское сельское поселение         |
| 152 | Савино              | деревня                 | 981       | Савинское сельское поселение         |
| 153 | Сапунов Бор         | деревня                 | 0         | Ракомское сельское поселение         |
| 154 | Село-Гора           | деревня                 | 284       | Тёсово-Нетыльское сельское поселение |
| 155 | Сельцо              | деревня                 | 27        | Борковское сельское поселение        |
| 156 | Сельцо-Шатерно      | деревня                 | 15        | Савинское сельское поселение         |
| 157 | Сергово             | деревня                 | →314      | Борковское сельское поселение        |
| 158 | Сидорково           | деревня                 | 11        | Борковское сельское поселение        |
| 159 | Ситно               | деревня                 | 22        | Савинское сельское поселение         |
| 160 | Ситно               | посёлок                 | 48        | Савинское сельское поселение         |
| 161 | Сковородка          | деревня                 | 0         | Савинское сельское поселение         |
| 162 | Слутка              | деревня                 | 394       | Савинское сельское поселение         |
| 163 | Слюзово             | деревня                 | 19        | Пролетарское городское поселение     |
| 164 | Соковая             | деревня                 | 0         | Ермолинское сельское поселение       |
| 165 | Сопки               | деревня                 | 41        | Савинское сельское поселение         |
| 166 | Сосновка            | деревня                 | 0         | Савинское сельское поселение         |
| 167 | Спас-Нередицы       | деревня                 | 26        | Савинское сельское поселение         |
| 168 | Сперанская Мыза     | деревня                 | 10        | Савинское сельское поселение         |
| 169 | Старая Мельница     | деревня                 | 0         | Ермолинское сельское поселение       |
| 170 | Старое Куравичино   | деревня                 | 6         | Борковское сельское поселение        |
| 171 | Старое Ракомо       | деревня                 | 254       | Ракомское сельское поселение         |
| 172 | Стрелка             | деревня                 | 76        | Трубичинское сельское поселение      |
| 173 | Сутоки              | деревня                 | 7         | Борковское сельское поселение        |
| 174 | Сырково             | деревня                 | 2493      | Ермолинское сельское поселение       |
| 175 | Татино              | деревня                 | 17        | Тёсово-Нетыльское сельское поселение |
| 176 | Теремец             | деревня                 | 46        | Трубичинское сельское поселение      |
| 177 | Тёсово-Нетыльский   | посёлок                 | ↘2437     | Тёсово-Нетыльское сельское поселение |
| 178 | Тёсовский           | посёлок                 | ↘787      | Тёсово-Нетыльское сельское поселение |
| 179 | Толстиково          | деревня                 | 127       | Борковское сельское поселение        |
| 180 | Три Отрока          | деревня                 | 19        | Ракомское сельское поселение         |
| 181 | Троица              | деревня                 | 56        | Ракомское сельское поселение         |
| 182 | Трубичино           | деревня                 | ↗3589     | Трубичинское сельское поселение      |
| 183 | Тютицы              | деревня                 | 69        | Трубичинское сельское поселение      |
| 184 | Ушерско             | деревня                 | 100       | Савинское сельское поселение         |
| 185 | Фарафоново          | деревня                 | 49        | Борковское сельское поселение        |
| 186 | Финёв Луг           | деревня                 | 320       | Тёсово-Нетыльское сельское поселение |
| 187 | Холынья             | деревня                 | 150       | Бронницкое сельское поселение        |
| 188 | Хотяж               | деревня                 | 42        | Ракомское сельское поселение         |
| 189 | Хутынь              | деревня                 | 161       | Савинское сельское поселение         |
| 190 | Чавницы             | деревня                 | 72        | Бронницкое сельское поселение        |
| 191 | Чайка               | деревня                 | 147       | Борковское сельское поселение        |
| 192 | Частова             | деревня                 | 107       | Бронницкое сельское поселение        |
| 193 | Чауни               | деревня                 | 9         | Тёсово-Нетыльское сельское поселение |
| 194 | Чечулино            | деревня                 | 2178      | Трубичинское сельское поселение      |
| 195 | Чурилово            | деревня                 | 14        | Бронницкое сельское поселение        |
| 196 | Шабаново            | деревня                 | 0         | Пролетарское городское поселение     |
| 197 | Шевелёво            | деревня                 | 57        | Савинское сельское поселение         |
| 198 | Шолохово            | деревня                 | 292       | Савинское сельское поселение         |
| 199 | Юрьево              | деревня                 | 22        | Ракомское сельское поселение         |
| 200 | Ямно                | деревня                 | 3         | Трубичинское сельское поселение      |
| 201 | Яровица             | деревня                 | ↗11       | Борковское сельское поселение        |

## Экономика

### Промышленность
Основную долю промышленности занимают обрабатывающие производства.
Объем отгруженных товаров собственного производства, выполненных работ и услуг по итогам 2021 года составил 21,3 млрд рублей.
Темп роста отгруженных товаров собственного производства по крупным и средним организациям по обрабатывающим производствам достигнут в размере 120,6 % к аналогичному периоду предыдущего года.
Особый вклад в развитие экономики района внесли:
— ООО «Икеа Индастри Новгород»;
— ОАО «Подберезский комбинат хлебопродуктов»;
— ЗАО «Стройдеталь»;
— ООО «ДК Рус»;
— ООО «Океан».
На территории ООО «Новгородская ПМК-1» в п. Панковка располагается региональная промышленная площадка.

### Сельское хозяйство
Сельскохозяйственное производство представлено:
— 11 сельскохозяйственными организациями различных форм собственности,
— 96 крестьянскими (фермерскими) хозяйствами,
— около 21 тыс. личных подсобных хозяйств.
В районе осуществляют деятельность 18 рыболовных и рыбоводных хозяйств
— крупные предприятия агропромышленного комплекса: ООО «Новгородский бекон», ООО «Новсвин», ОАО «Ермолинское», ООО «Трубичино».
— работают четыре сельскохозяйственных кооператива: «Новгородский аграрий», «Новгородский фермер», «Видогощь» и «Новгородские пасеки»

### Торговля
Оборот розничной торговли в Новгородском муниципальном районе в 2021 году составил 5312,9 млн рублей с индексом физического объема оборота розничной торговли 107,9 %, при среднеобластном показателе — 105,7 %.
В течение 2021 года на территории района функционировали 298 предприятий розничной торговли. Деятельность по розничной торговле на территории района осуществляют 9 федеральных сетевых компаний.
Сеть действующих предприятий общественного питания составляет 40 объектов (в том числе, 17 в образовательных учреждениях района) на 2251 посадочное место.
Крупное предприятие в отрасли торговли — Потребительское общество «Новгородское».

## Транспорт

### Автодороги
Через Новгородский район проходит федеральная трасса М10 в том числе и вся её Новгородская объездная так же федеральная Р-56, часть платной коммерческой трассы М11 и региональная трасса 49А-04 Новгород — Луга
Общая протяженность автомобильных дорог на территории Новгородского муниципального района составляет 1356.8 км.
Из них:
— автомобильных дорог федерального значения 194 км;
— дорог регионального или межмуниципального значения Новгородской области 613 км;
— автомобильных дорог местного значения поселений и Новгородского муниципального района 549.78 км.
Развитая дорожная инфраструктура в Новгородском муниципальном районе позволяет обеспечить транспортную доступность для 99 % населения района. Пассажирские перевозки автомобильным транспортом обеспечиваются по 56 пригородным маршрутам. В населенные пункты района, примыкающие к границам Великого Новгорода (Трубичино, Григорово,Сырково, Новая Мельница, Ермолино, Панковка, Волховец, Новая Деревня) ходят городские автобусы.

### Железные дороги
По территории района проходят железные дороги, связывающие Новгород с другими направлениями Октябрьской ЖД, это 49-километровый участок Новгородско — Павловского направления от станции Вяжище до платформы Огорелье, так же участок Чудовско-Новгородского направления от РЗД 64 км до платформы Мясной Бор, и участок Лужско-Новгородского направления от пл.70 км до пл.88 км.

## Герб и флаг

### Герб района

#### Геральдическое описание
В лазоревом (синем, голубом) поле на серебряной оконечности, обременённым двумя встречными лазоревыми (синими, голубыми) рыбами, прямо плывущая золотая ладья с трезубцем на конце мачты и с серебряным парусом, обременённым золотым солнцем, тонко окаймлённым червлением (красный), и по сторонам от ладьи два обращённых к ней и поддерживающих её восстающих золотых медведя.

### Флаг района
Флаг района представляет собой синее прямоугольное полотнище (120 × 80 × 24) с соотношением ширины и длины 2:3 с белой полосой вдоль нижнего края (отношение ширины этой полосы к длине полотнища — 1:5) и с помещённым посередине, вплотную к белой полосе, изображением жёлтой (золотистой) древней ладьи с солнцем на белом парусе.

## Культура
В районе действуют 62 муниципальных автономных учреждения культуры: 14 юридических лиц с филиалами в населенных пунктах. Из них три районных: Муниципальное автономное учреждение «Чечулинский районный Центр фольклора и досуга», Муниципальное автономное учреждение «Борковский районный Дом народного творчества и досуга», Муниципальное автономное учреждение «Пролетарский районный Дом культуры и досуга» и Муниципальное автономное учреждение культуры «Межпоселенческая центральная библиотека». В деревнях Борки, Ермолино, Чечулино и посёлке Пролетарий есть муниципальные учреждения дополнительного образования — детские школы искусств.

## Образование
Система образования Новгородского муниципального района представляет собой сеть учреждений различных типов.
Включает в себя 24 учреждения, подведомственных комитету образования:
— 14 автономных общеобразовательных учреждений, 3 филиала в их составе, в 9 школах имеются группы дошкольного образования;
— 6 автономных учреждений дошкольного образования, 6 филиалов в составе дошкольных учреждений;
— 1 автономное учреждение дополнительного образования «Центр внешкольной работы»;
— 1 автономное учреждение детский загородный оздоровительный лагерь «Волынь»;
— 1 автономное учреждение молодежной политики «Дом молодежи, центр гражданско-патриотического воспитания и подготовки допризывной молодежи»;
— 1 бюджетное учреждение финансового, хозяйственно — технического и методического обеспечения муниципальной системы образования "Центр обеспечения муниципальной системы образования

## Спорт
Спортивные учреждения
1. Муниципальное бюджетное учреждение «Физкультурно-спортивный центр по работе с детьми и взрослым населением Новгородского муниципального района» (футбол, единоборства, волейбол, ВФСК «ГТО»)
2. Ледовый каток «Айсберг» (хоккей с шайбой, фигурное катание на коньках, массовые катания на коньках)
3. Конноспортивный комплекс Фонда «Еврейская община Великого Новгорода» (конный спорт, адаптивный спорт- иппотерапия)
4. Лыжная база «Кириллова горка» (лыжные гонки, горнолыжный спуск, в летнее время велосипедный спорт -маунтинбайк)
5. Территория активного отдыха «HOLMGARDPark» (пейнтбол, всероссийский фестиваль «Горячие головы» (экстремальные виды активного отдыха, гонка с препятствиями, мастер-классы).

## Средства массовой информации
В районе издаётся еженедельная газета «Звезда», до 2009 года учредитель администрация Новгородского муниципального района, на сегодняшний день учредитель — областное государственное учреждение «Агентство информационных коммуникаций». Газета издаётся с 15 декабря 1918 года.

## Достопримечательности
- Церковь Спаса на Нередице
- Церковь Спаса Преображения с. Бронница
- Церковь Введения во храм Пресвятой Богородицы с. Бронница
- Николо — Вяжищский монастырь
- Сырков монастырь
- Церковь Николы на Липне
- Церковь Спаса на Ковалеве
- Церковь Успения на Волотовом поле
- Свято-Юрьев монастырь, Георгиевский собор Юрьева монастыря (заложен в 1119 году).
- Варлаамо-Хутынский монастырь
- деревня Холынья — родина особого способа засолки огурцов
- Михайло-Клопский монастырь
- Ветряная мельница д. Завал

### Особо охраняемые природные территории
- Часть территории Восточно-Ильменского природного заказника[30]
- Памятники природы[30]:
  1. Борковские дубравы
  2. Боронницкие дубравы
  3. Бронницкая гора
  4. Волынские дубравы
  5. Мшагские дубравы
  6. Нильские дубравы
  7. Пролетарские дубравы
  8. Савинские дубравы
  9. Сиверсов канал
  10. Синий камень
- Городища VIII—X веков[31]:
  1. Сопка
  2. Холопий городок
  3. Георгий
  4. Сергов Городок

## Люди, связанные с районом
- Андрианов, Николай Михайлович (11.12.1920 — 16.06.1990) — председатель колхоза «Искра» Новгородского района, Герой Социалистического Труда (1973).
- Князев, Алексей Арсентьевич (09.05.1923 — 03.12.1943) — уроженец села Бронница, 22 июля 1944 года А. А. Князеву было посмертно присвоено звание Героя Советского Союза.
- Назаров, Алексей Тимофеевич (04.03.1912 — 21.09.1951) — уроженец деревни Хутынь, 19 августа 1944 года лётчику А. Т. Назарову было присвоено звание Героя Советского Союза.
- Смелов, Александр Иванович (11.07.1913 — 26.03.1985) — уроженец деревни Дорки, 27 февраля 1945 года кавалеристу А. И. Смелову было присвоено звание Героя Советского Союза.
- Тараканов, Александр Яковлевич (1915 —24.07.1941) — Герой Советского Союза, уроженец деревни Большое Водское,[32].
- Шпуняков, Сергей Павлович (14.04.1922 — 02.01.2004) — уроженец деревни Слутка, лётчик-истребитель, Герой Советского Союза.
- Яковлев, Василий Николаевич (21.04.1908 — 15.09.1987) — уроженец деревни Любоежа, участник советско-финской войны и Великой Отечественной войны. 21 марта 1940 года ему было присвоено звание Героя Советского Союза.